# هارولد أو. لافي
هارولد أو. لافي (بالإنجليزية: Harold O. Levy)‏ هو كاتب أمريكي، ولد في 14 ديسمبر 1952 في نيويورك في الولايات المتحدة، وتوفي في 27 نوفمبر 2018 بسبب تصلب جانبي ضموري.